# Pila Niningi
Pila Kole Niningi est un homme politique papou-néo-guinéen.

## Biographie
Ayant obtenu une licence de droit à l'université de Papouasie-Nouvelle-Guinée, dans les années 1990 il est directeur de diverses entreprises de téléphonie mobile, de télécommunications et d'ingénierie. 
Élu une première fois au Parlement national aux élections de 1997, comme député de la circonscription d'Imbonggu (dans les Hautes-Terres méridionales), il est nommé ministre des Services publics dans le gouvernement de Bill Skate en octobre 1998, mais n'occupe cette fonction qu'une semaine avant que son élection au Parlement ne soit invalidée par un recompte des voix, l'obligeant à quitter également le ministère. Il ne retrouve un siège de parlementaire qu'aux élections législatives de 2017, élu sans étiquette pour représenter la circonscription d'Imbonggu. Il est le ministre de l'Enseignement supérieur, de la Recherche, des Sciences et des Technologies dans le gouvernement de Peter O'Neill d'août 2017 à mai 2019, puis, ayant rejoint le Pangu Pati, ministre des Relations avec le Parlement et avec les gouvernements provinciaux dans le gouvernement de James Marape. En avril 2022 il est promu ministre de la Justice. Il conserve ce poste après les élections de 2022, remportées par James Marape et ses alliés.